# Ann Wilson
Ann Wilson (* jako Ann Dustin Wilson; 19. června 1950, San Diego, Kalifornie, USA) je americká zpěvačka, flétnistka a členka rockové skupiny Heart, kterou založila v roce 1973. V roce 1975 se ke skupině připojila i její sestra Nancy Wilson. Roku 2007 vydala Ann Wilson své první sólové album s názvem Hope & Glory. V roce 2015 vydala sólové EP, přičemž v následujícím roce následovalo další. Časopis Hit Parader ji zařadil do žebříčku sta nejlepších metalových zpěváků historie.

## Sólová diskografie
- Hope & Glory (2007)
- Immortal (2018)